# Фернандес Льоренте, Альваро
Альваро Фернандес Льоренте (исп. Álvaro Fernández Llorente; род. 13 апреля 1998, Арнедо, Риоха) — испанский футболист, вратарь  клуба «Севилья». Серебряный призёр Олимпийских игр 2020 года в Токио.

## Клубная карьера
Феранадес — воспитанник клуба «Осасуна». В 2015 году для получения игровой практики Альваро начал выступать за дублирующий состав. 25 сентября 2016 года в матче против «Вильярреала» он дебютировал в Ла Лиге. Летом 2017 года Фернандес перешёл во французский «Монако», где выступал за дублирующий состав. Летом 2018 года Альваро был арендован клубом «Эстремадура». 6 октября в матче против «Нумансии» он дебютировал в Сегунде. 
Летом 2019 года Фернандес перешёл в «Уэску». 18 августа в матче против «Лас-Пальмас» он дебютировал за новый клуб. По итогам сезона Альваро помог клубу выйти в элиту.
17 августа 2021 года Фернандес на правах аренды перешёл в английский «Брентфорд». 30 октября в матче против «Бернли» он дебютировал в английской Премьер-лиге. 

## Международная карьера
8 июня 2021 года в товарищеском матче против сборной Литвы Фернандес дебютировал за сборную Испании.
В 2021 году в составе олимпийской сборной Испании Фернандес принял участие в летних Олимпийских играх 2020 в Токио. На турнире он был запасным и на поле не вышел.

## Достижения
Международные
 Испания (до 23)
- Серебряный призёр Олимпийских игр: 2021